# Walter R. Stubbs
Walter Roscoe Stubbs, född 7 november 1858 i Wayne County, Indiana, död 25 mars 1929 i Topeka, Kansas, var en amerikansk republikansk politiker. Han var Kansas guvernör 1909–1913.
Stubbs var verksam som affärsman. År 1902 blev han invald i Kansas representanthus där han satt fram till 1907. Han var ordförande för republikanerna i Kansas 1904–1908.
Stubbs efterträdde 1909 Edward W. Hoch som Kansas guvernör och efterträddes 1913 av George H. Hodges.
Stubbs avled 1929 och gravsattes i Lawrence.